# Trachystoma aphanoneurum
Trachystoma aphanoneurum är en korsblommig växtart som först beskrevs och senare fick sitt nu gällande namn av René Charles Maire och Marc Weiller.
Trachystoma aphanoneurum ingår i släktet Trachystoma och familjen korsblommiga växter. Inga underarter finns listade i Catalogue of Life.